# Premio Internacional Kim Jong Il
El Premio Internacional Kim Jong Il (Hangul:국제김정일상) es un premio norcoreano que lleva el nombre del segundo lider de Corea del Norte, Kim Jong il. Fue creado el 24 de diciembre de 2012, un año después de su muerte.

## Premio
El Premio Internacional Kim Jong-il consiste en diploma, medalla y trofeo (trabajo de artesanía en metal).

## Destinatarios
- En 2013, el consejo otorgó el premio a Teodoro Obiang Nguema, presidente de Guinea Ecuatorial "por su compromiso con la justicia, el desarrollo, la paz y la armonía". El presidente Obiang recibió su premio en persona en Pyongyang el 7 de agosto de 2013.[3]
- Ogami Kenichi, secretario general del Instituto Internacional de Investigación de la idea Juche (2017) por "conducir activamente el estudio y la difusión de la idea Juche durante décadas mientras apoyaba plenamente la lucha del pueblo coreano por la reunificación nacional y la justicia internacional".[4][5]